# Monumento ai Garibaldini
Il monumento ai Garibaldini di Santa Maria Capua Vetere è un grande ossario monumentale dedicato ai garibaldini caduti durante la battaglia del Volturno. È situato nel più grande e antico parco della città, la Villa Comunale. 

## Storia
Poco tempo dopo la liberazione di Capua dai Borbone delle Due Sicilie, la classe politica locale pensò di realizzare un monumento in onore dei garibaldini morti durante la battaglia. Il progetto, probabilmente anche per la persistenza in città di personalità di spicco fedeli al Regno di Napoli e ai suoi apparati burocratico e militare, non fu mai portato a termine.
Nel 1889 le municipalità di Santa Maria Capua Vetere e di Capua ripresero in maniera condivisa l'idea e si riunirono per decidere un luogo dove realizzare tale monumento. Incorsero situazioni di vecchio e reciproco rancore tra le due città e ancora la presenza di sostenitori del vecchio regime borbonico rallentarono per poi fermare la costruzione del monumento. Nello stesso anno, tuttavia, il comune di Santa Maria Capua Vetere deliberò la realizzazione di un parco urbano e qui decise di realizzare il monumento.
I lavori ebbero inizio nel 1902 su progetto di Manfredo Manfredi e finirono tre anni dopo, quando il monumento fu inaugurato il 1º ottobre 1905. La statua raffigurante la Vittoria alata ad opera di Ettore Ximenes che sormontava la colonna principale fu distrutta da un fulmine nel 1914 e sostituita da un'opera molto simile di Giuseppe Tonnini.

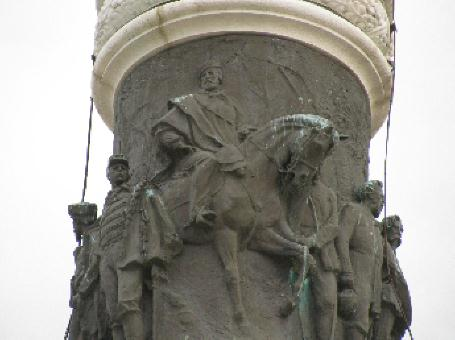
Altorilievo di Ettore Ximenes al centro della colonna del monumento
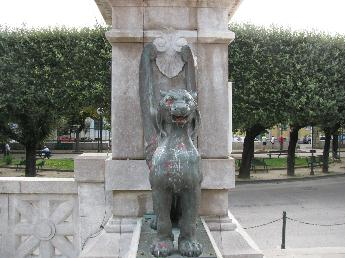
Uno dei leoni alati ai lati del monumento